# Central Kisii
Central Kisii är ett distrikt i Kenya.   Det ligger i länet Kisii, i den sydvästra delen av landet, 230 km väster om huvudstaden Nairobi.